# Гильом (князь Салерно)

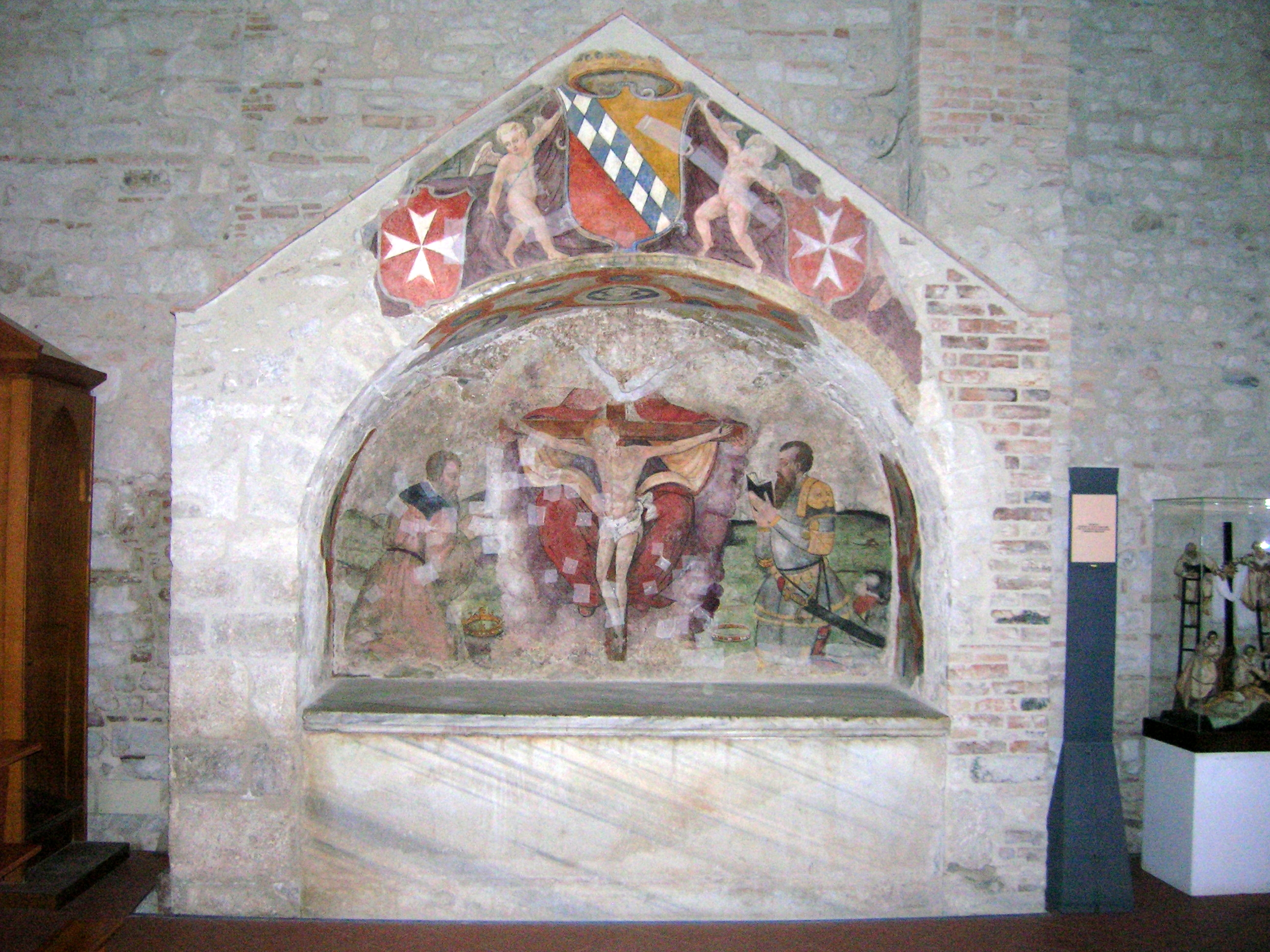
Фамильный склеп Отвилей, Веноза

Гильом де Отвиль (Готвиль) (или Вильгельм Принчипате; фр. Guillaume de Hauteville, ок. 1027 — 1080) — один из младших сыновей Танкреда де Готвиля и его второй жены Фразенды. В латинских летописях он, как правило, упоминается как Willermus вместо Wilelmus, поэтому по-французски его часто называют Гийерм вместо Гильома.

## Биография
Гильом оставил Нормандию около 1053 года со своим старшим единокровным братом Жоффруа и родным братом Може. Он участвовал в битве при Чивитате и был принят радушно своим сводным братом Хэмфри, графом Апулии.
В 1055 году Гильом отличился при взятии замка Сан-Никандро, который сформировал ядро его владений в княжестве Салерно, которые были ему официально переданы Хэмфри в 1056 году. В 1058 году он женился на Марии, дочери герцога Сорренто Гвидо, брата князя Салерно Гвемара IV. Гильом наследовал все земли Гвидо в княжестве Салерно и вступил в борьбу с преемником Гвемара, Гизульфом II, чьи земли он захватывал постепенно, пока тому не остался только сам Салерно. Гильом также унаследовал Фоджу у Може, который умер между 1054 и 1060 годами. Фоджу он передал во владение Жоффруа, «из братской любви», как сообщает монах Малатерра.
Гильом пригласил своего безземельного младшего брата Рожера присоединиться к нему, пообещав ему половину всех своих владений. Впоследствии он помог Рожеру в борьбе против своего старшего брата Роберта Гвискара, который сменил Хэмфри, и передал ему замок Скалея в Катандзаро. Позже сам Гильом боролся против Роберта, когда Роберт пришел на помощь Гизульфу, чтобы заполучить руку его сестры Сишельгаты. В 1067 году Совет в Мельфи во главе с архиепископом Салерно Альфано I отлучил Гильома вместе с некими Тургизием ди Сансеверино и Гимоном де Муленом за расхищение имущества одной из церквей. Позже в том же году Гильом отправился в Салерно, чтобы примириться с папой Александром II.
По некоторым данным, Гильом умер в 1080 году, хотя, по другим данным, он дожил до XII века и умер в 1104, 1113 или 1117 годах и принял участие в византийских кампаниях Гвискара и битве при Дураццо в октябре 1081 года. Он был похоронен в церкви Святой Троицы в Венозе.

## Брак и дети
В 1058 году Гильом женился на Марии, дочери Гвидо, герцога Сорренто. У них было трое сыновей, среди которых наиболее известен Ричард Салернский.